# Erythroneura diva
Erythroneura diva är en insektsart som beskrevs av Mcatee 1920. Erythroneura diva ingår i släktet Erythroneura och familjen dvärgstritar. Inga underarter finns listade i Catalogue of Life.